# Virginia Mae Axline
Virginia Mae Axline (* 1911; † 1988) war als Psychologin und Psychotherapeutin die Begründerin der nichtdirektiven Spieltherapie.

## Leben
Axline studierte an der Ohio State University und der Columbia University und unterrichtete später an der New York University of Medicine und School of Education.
In den 1940er Jahren arbeitete sie als Forschungs- und Fakultätsmitglied an der Universität von Chicago, wo sie mit Carl R. Rogers zusammen arbeitete, dem Begründer des Personzentrierten Ansatzes und der daraus hervorgehenden Personzentrierten Psychotherapie. Wie auch Elaine Dorfman, übertrug sie den neuen personzentrierten Ansatz auf die Arbeit mit Kindern. Später war sie sieben Jahre lang Mitglied in der Fakultät des Columbia University Teachers College.
1947 erschien ihr Buch “Play Therapy. The Inner Dynamics of Childhood”, das 1972 auf Deutsch unter dem Titel „Kinder-Spieltherapie im nicht-direktiven Verfahren“ veröffentlicht wurde und bis heute in der 10. Auflage wegweisend ist. In diesem Grundlagenwerk formulierte sie als Basis für die Begegnung mit dem Kind acht Grundprinzipien. Als weitere entscheidende Bedingung nannte sie das freie Spiel, mit dem sich das Kind in seinem selbstgewählten Tempo ausdrücken und mitteilen kann. Axline machte die Erfahrung, dass dieses therapeutische Angebot, in dem nicht versucht wird, das Kind zu ändern, sondern es grundsätzlich so zu akzeptieren und anzunehmen, wie es im Augenblick ist, zu tiefgreifenden Persönlichkeitsveränderungen führte.
Als lehrende und praktisch tätige Psychotherapeutin in New York, veröffentlichte sie 1964 das Buch „Dibs. In Search Of Self“, das 1975 auf Deutsch als „Dibs. Ein autistisches Kind befreit sich aus seinem seelischen Gefängnis“ erschien. Auf der Basis von Tonaufnahmen und wörtlichen Protokollen schildert es die von der Autorin durchgeführte Spieltherapie eines fünfjährigen Jungen.
Aus der nichtdirektiven Spieltherapie wurde im deutschsprachigen Raum zuerst die Klientenzentrierte Spieltherapie und dann die heute maßgebliche Personzentrierte Spieltherapie  entwickelt, die durch Fachverbände in Deutschland, Österreich und der Schweiz vertreten wird.
Während Virginia Axline das Spiel eher verbal begleitete und diese nichtdirektive Ausrichtung in den USA weiterhin einen gewissen Stellenwert hat, erfolgen die Interventionen der Therapeutenperson im deutschsprachigen Raum auch auf der Spielebene, d. h., die Therapeutin antwortet, gibt Resonanz durch die Art und Weise ihres Mitspielens. So macht das Kind neue, das Selbsterleben verändernde Interaktions- und Beziehungserfahrungen. Im Kontext des personzentrierten Beziehungsangebotes können auch prozessaktivierende Medien wie Sandspiel, Märchen und Geschichten und körperbezogene Arbeit, die den Selbstexplorationsprozess des Kindes anregen, einbezogen werden. Weiterführend wurden interaktionelle Behandlungskonzepte entwickelt, die beschreiben, wie sich in der neuen Beziehungserfahrung mit der Therapeutenperson Beziehungs- und Selbstschemata des Kindes bzw. Jugendlichen verändern.
Analog der 1982 gegründeten amerikanischen Association for Play Therapy – APT, die seit 2005 einen Play Therapy Lifetime Achievement Award vergibt, werden seit 2010 von der Internationalen Konferenz der deutschsprachigen Ausbilder in Personzentrierter Psychotherapie mit Kindern und Jugendlichen der Virginia-Axline-Preis und der Virginia-Axline-Nachwuchspreis vergeben. Der Virginia-Axline-Preis würdigt das Lebenswerk der geehrten Person hinsichtlich Anwendung, wissenschaftlicher Fundierung und Verbreitung der Personzentrierten Kinder- und Jugendlichenpsychotherapie, der Nachwuchspreis soll herausragendes Engagement bei der fachlichen Förderung der Personzentrierten Kinder- und Jugendtherapie auszeichnen, das von jungen, am Beginn ihrer Laufbahn stehenden Wissenschaftlern und/oder Praktikern realisiert wird.

## Werke
- Kinderspieltherapie im nicht-direktiven Verfahren, 2002 (Orig. 1947), 10. Auflage, München, Ernst Reinhardt, ISBN 978-3497016235
- Dibs. Ein autistisches Kind befreit sich aus seinem seelischen Gefängnis, 2004 (Orig. 1964), Droemer/Knaur, ISBN 978-3426008133